# Hylaea (grupa literacka)
Hylaea (ros. Gileja) – rosyjska awangardowa grupa literacko-artystyczna założona w 1910 przez Dawida Burluka.
Nazwa grupy pochodzi od nazwy starożytnej kolonii nad Dnieprem, leżącej współcześnie na Chersońszczyźnie, gdzie znajdowała się posiadłość Burluków. Do grupy oprócz Dawida Burluka należeli również jego bracia Włodzimierz Burluk (malarz) i Nikołaj Burluk (poeta, krytyk), a także Wasilij Kamienski, Bieniedikt Liwszyc, Aleksiej Kruczonych, Wielimir Chlebnikow, Władimir Majakowski, Jelena Guro.
Hylaea była jedną z pierwszych grup awangardowych w sztuce rosyjskiej. W jej dorobku znalazło się wiele almanachów, m.in.: Sadź sędziów (ros. Sadok sudiej, 1910), Policzek gustom publiczności (Poszczoczina obszczestwiennomu wkusu, 1912), Sadź sędziów (drugi tom, 1913), Zdechły księżyc (Dochłaja łuna, 1913), Mszał trzech (Trebnik troich, 1913), Troje (Trzej, 1913), Futuristy (trzy tomy, 1914).
W programie artystycznym członkowie grupy deklarowali sprzeciw wobec tradycji i współczesności literatury rosyjskiej. Negowali ortografię, interpunkcję, rymy. Postulowali swobodę wiersza i rytmu, nowe funkcje prefiksów, sufiksów, przymiotników, liczb charakteryzujących rzeczowniki. Podejmowali też ekstrawaganckie i skandalizujące działania, jak przebrania, publiczne demonstracje, organizowali objazdowe imprezy poetyckie. Twórczość grupy wpisywała się w nurt futuryzmu i kubofuturyzmu.